# Oxycarenidae

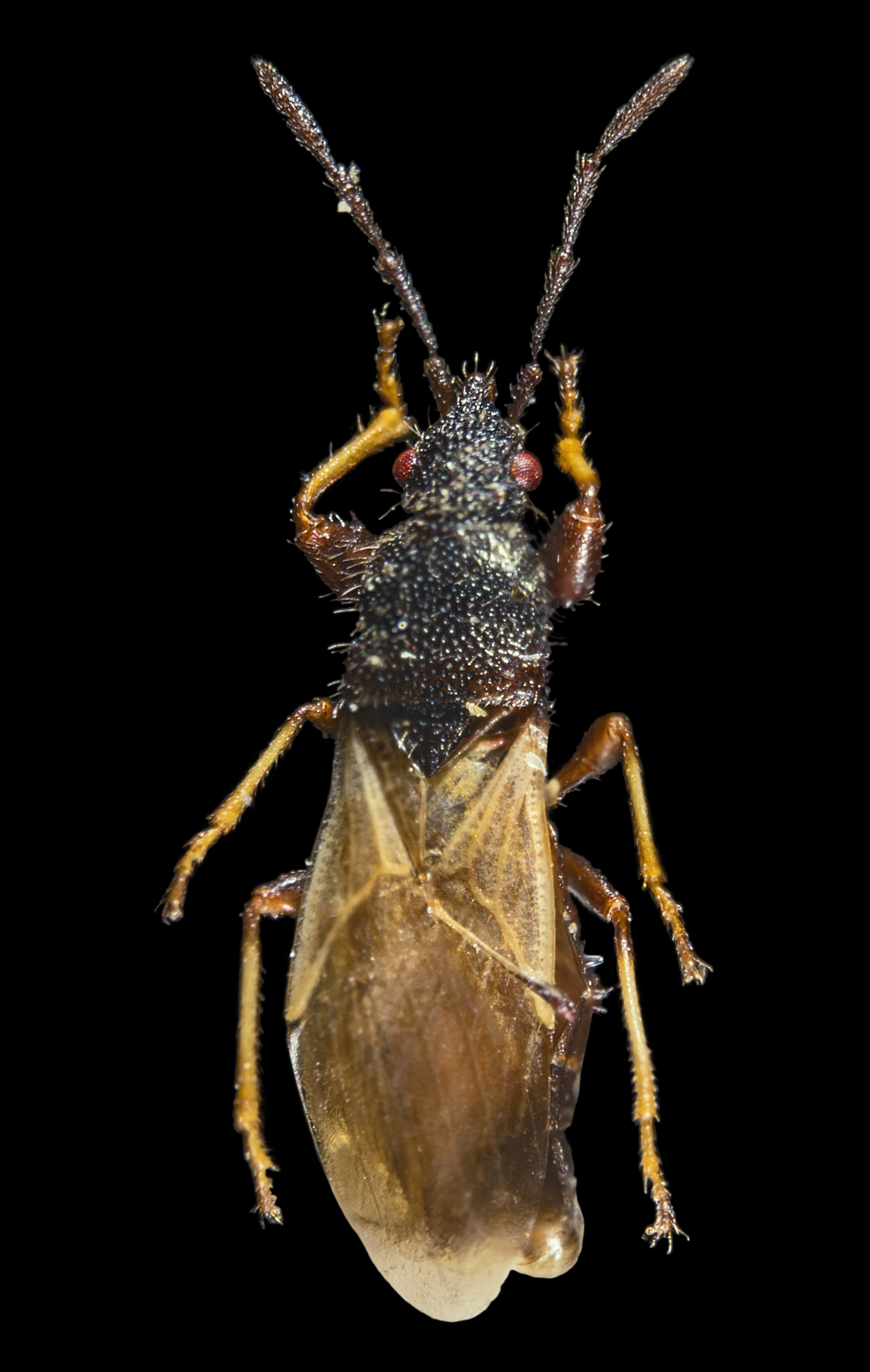
Brachyplax tenuis

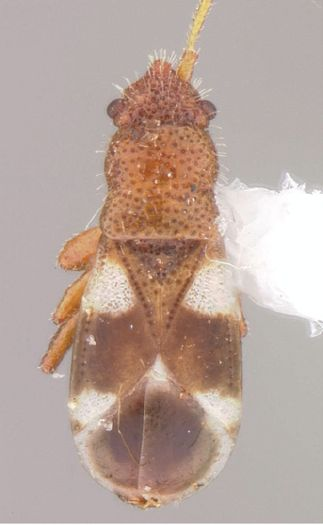
Dycoderus picturatus ♂

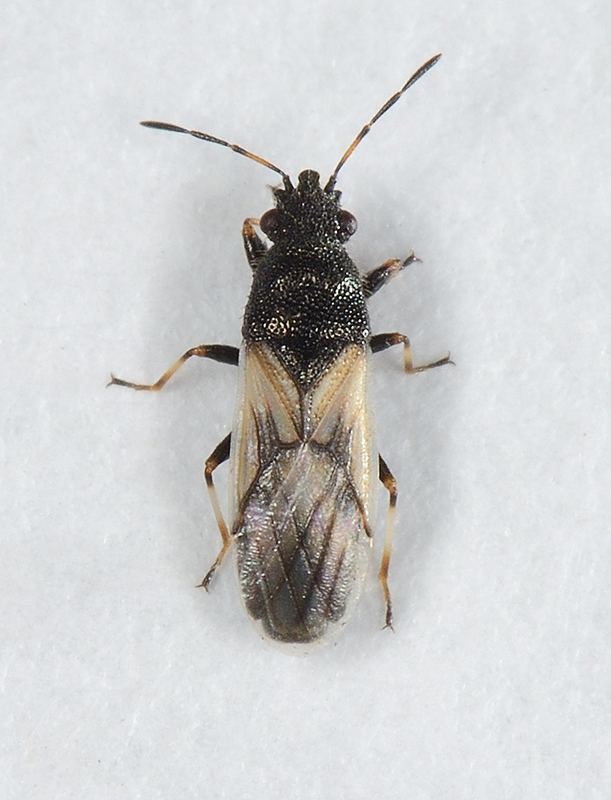
Metopoplax ditomoides

Die Oxycarenidae sind eine Familie der Wanzen (Heteroptera) innerhalb der Teilordnung Pentatomomorpha. Sie zählte bis vor der Revision der Pentatomomorpha mit Schwerpunkt der Lygaeoidea durch Henry im Jahr 1997 als Unterfamilie zu den Bodenwanzen (Lygaeidae) und wurde danach in den Familienrang gestellt. Sie umfasst 23 Gattungen und 147 Arten. In Europa sind 32 Arten vertreten, von denen 11 auch in Mitteleuropa auftreten.

## Merkmale
Die kleinen Wanzen haben einen flachen Körperbau. Manche Arten imitieren mit ihrem Aussehen das von Ameisen. Der Körper der Tiere ist am Rücken punktförmig strukturiert, ihr Kopf ist nach vorne gerichtet. Die Seitenränder des Pronotums sind abgerundet. Die Hemielytren haben flach erweiterte Seitenränder. Den Hinterflügeln sind Intervannaladern (nicht mit der Basis verbundene Flügeladern im Vannus, einem durch Faltungslinien begrenzten Flügelfeld) ausgebildet, ein Hamus (eine hakenförmige von der Media abgeleitete Querader in der Diskalzelle) fehlt. Am zweiten Hinterleibssegment liegen die Stigmen dorsal, die am dritten bis siebten Segment liegen ventral. Die Intersegmentalhäute am Hinterleib reichen bis an den Seitenrand. Das Sternum am fünften Hinterleibssegment trägt maximal ein Trichobothrium. Die Spermatheca ist zurückgebildet und nicht funktionsfähig, oder fehlt vollständig.

## Verbreitung
Die Familie ist vor allem in der östlichen Hemisphäre verbreitet, wobei die meisten Arten in der Paläarktis und Afrotropis vorkommen.

## Lebensweise
Die Vertreter dieser Familie saugen an Samen auf ihren Nahrungspflanzen. Die meisten Arten bevorzugen trockene Lebensräume (Xerophilie), ernähren sich polyphag und bringen pro Jahr eine Generation hervor. Viele Arten der Gattung Oxycarenus leben an Malvengewächsen (Malvaceae), Sterkuliengewächsen (Sterculiaceae) und Lindengewächsen (Tiliaceae), man findet sie aber auch an Sumachgewächsen (Anacardiaceae), Korbblütlern (Asteraceae), Raublattgewächsen (Boraginaceae), Lippenblütlern (Lamiaceae), Rosengewächsen (Rosaceae) und Nachtschattengewächsen (Solanaceae). Mehrere Arten der Gattung Oxycarenus gelten in der Landwirtschaft als Schädlinge, beispielsweise an Baumwolle und anderen Malvengewächsen.

## Taxonomie und Systematik
Carl Stål beschrieb die Gruppe 1862 erstmals oberhalb der Gattungsebene und benannte sie „Oxycarenida“. Bereits 1894 erhoben Lethierry & Severin sie in den Familienrang. Die meisten nachfolgenden Autoren betrachteten sie jedoch als Unterfamilie der Bodenwanzen (Lygaeidae). Die heute aktuelle Klassifikation der Gruppe entstand 1997 nach einer Revision der Pentatomomorpha mit Schwerpunkt der Lygaeoidea durch Thomas J. Henry. Er reklassifizierte die Unterfamilie der Bodenwanzen und stellte sie wieder in den Familienrang. Er betrachtet die Artheneidae als Schwestergruppe der Familie Oxycarenidae und begründet dies mit folgenden gemeinsamen Merkmalen: fehlende Laterotergite am Hinterleib; ausgebildeter Fortsatz an der Phallotheka und hexagonale Bruchstellen nach dem Schlupf bei den Eiern.
Die meisten Gattungen besitzen nur weniger als 10 Arten, die artenreichste Gattung ist Oxycarenus mit 54 Arten, gefolgt von Anomaloptera, mit 17 Arten. Die Familie umfasst unter anderem folgende Gattungen:
- Anomaloptera
- Auchenodes
- Bethylimorphus
- Bianchiella
- Bogdiana
- Brachyplax
- Camptotelus
- Crophius
- Dycoderus
- Jakowleffia
- Leptodemus
- Macroplax
- Macropternella
- Metopoplax
- Microplax
- Neocamptotelus
- Notocoderus
- Oxycarenus
- Philomyrmex
- Tropidophlebia

Folgende Arten kommen in Europa vor:
- Anomaloptera helianthemi Amyot & Serville, 1843
- Auchenodes costalis (Lethierry, 1877)
- Bethylimorphus leucophaes Lindberg, 1953
- Bianchiella sarmatica Kiritshenko, 1926
- Bogdiana myrmica Kerzhner, 1964
- Brachyplax tenuis (Mulsant & Rey, 1852)
- Camptotelus lineolatus (Schilling, 1829)
- Jakowleffia setulosa (Jakovlev, 1874)
- Leptodemus bicolor Lindberg, 1924
- Leptodemus minutus (Jakovlev, 1874)
- Macroplax fasciata (Herrich-Schäffer, 1835)
- Macroplax preyssleri (Fieber, 1837)
- Macroplax vicina Puton, 1889
- Macropternella bicolor (Scott, 1872)
- Macropternella convexa (Fieber, 1837)
- Macropternella inermis (Fieber, 1851)
- Macropternella marginalis (Fieber, 1861)
- Metopoplax ditomoides (A. Costa, 1847)
- Metopoplax fuscinervis Stål, 1872
- Metopoplax origani (Kolenati, 1845)
- Microplax albofasciata (A. Costa, 1847)
- Microplax interrupta (Fieber, 1837)
- Microplax limbata Fieber, 1864
- Microplax plagiata (Fieber, 1837)
- Neocamptotelus aeonii (Lindberg, 1953)
- Oxycarenus hyalinipennis (A. Costa, 1843)
- Lindenwanze (Oxycarenus lavaterae) (Fabricius, 1787)
- Oxycarenus modestus (Fallen, 1829)
- Oxycarenus pallens (Herrich-Schäffer, 1850)
- Philomyrmex insignis R.F. Sahlberg, 1848
- Tropidophlebia costalis (Herrich-Schäffer, 1850)

## Belege